# Exide
Exide Technologies (Эксайд Текнолоджиз) — американский транснациональный производитель аккумуляторных батарей для разных областей деятельности: автомобили, строительные и сельскохозяйственные машины, железнодорожная техника, системы бесперебойного питания (от небольших компьютерных до крупных индустриальных), телекоммуникации, системы автоматизации. Заводы расположены в США, Европе, Индии и Австралии. Является одним из двух крупнейших мировых производителей свинцовых аккумуляторов. Входит в тройку крупнейших производителей автомобильных стартерных аккумуляторов в США. Является вторым по объёму поставщиком автомобильных аккумуляторов в Европе, включая AGM-аккумуляторы для самых современных микрогибридных автомобилей оборудованных системой Stop/Start.

## Основные сведения
- Один из крупнейших производителей кислотных аккумуляторов:
- 22 % в мировом рынке (31 % в Европе)
- Продукция в 80 странах мира
- Оборот $2,9 млрд.
- 10 027 работников в США и ЕС
- 33 производственных предприятия в 11 странах мира
- 4 региональных подразделения:

Transportation America
Transportation Europe and Rest of World
Industrial Energy America
Industrial Energy Europe and Rest of World.
- Industrial-рынок (питание):

Сетевые системы и телекоммуникации
Железнодорожные системы
Электрооборудование, системы солнечной энергии
Источники бесперебойного питания UPS
Источники питания в горном деле, вилочных погрузчиках и других транспортных средствах спец-назначения.
- Transportation-рынок:

Автомобильное оборудование для первичного и вторичного рынка
Оборудование грузовых автомобилей, сельскохозяйственной техники и моторных лодок
Новые технологии для гибридных автомобилей и 42-вольтных систем питания

## История
Компания была основана в 1888 году как Electric Storage Battery Company В. В. Гиббсом после приобретения патентов у французского изобретателя Клемента Пайена. В 1890 году первые аккумуляторы были поставлены для Germantown Electric Lighting Company в Филадельфии. Вскоре батареи производства Electric Storage Battery Company появились на первых самоходных трамваях. В 1898 году компания создала батарею питания для первой американской подводной лодки. Получившие большую популярность в конце 19 века электрические такси подвигли к созданию особо мощной батареи, получившей название «Exide» («Excellent Oxide»).
Запуск автомобильного двигателя до изобретения стартерной батареи был делом опасным и часто приводил к травмам рук. В 1912 году эта проблема была решена с помощью стартерной батареи Exide на автомобиле Cadillac. В 1934 году батареи Exide были единственным источником энергии для первой американской военной базы в Антарктиде под командованием Ричарда Бэрда. Во время Второй мировой войны помимо субмарин лёгкими батареями Exide оснащались самолётные радиостанции, а также электрические торпеды Mark 18.
В 1954 году производство свинцово-кислотных батарей было разделено на два отдельных подразделения — автомобильное и промышленное, так что компания может адекватно обслуживать эти разные рынки. В 1969 году первый лунный посадочный модуль NASA использовал накопитель энергии солнечных батарей разработки Exide, а никель-цинковые аккумуляторы Exide применялись на всех лунных миссиях Аполлон. К 1987 году с приобретением Exide компании General Battery Corporation, линейка продуктов компании стала достаточно широкой, чтобы иметь возможность установки почти в каждом автомобиле на дорогах США. 1980-е и 1990-е годы стали годами мощного роста Exide. В 1991 году во время «Бури в пустыне» Exide поставляло стартерные и резервные батареи для армии США, что продолжает делать и сегодня. В 1992 году Exide ещё раз продемонстрировала своё лидерство в инновациях с применением свободного электролита и геля в морских батареях для сложных климатических условий не требующих обслуживания.
В 1993 году Exide начала экспансию в Европу и создание европейских подразделений. В Великобритании приобретены B.I.G. Batteries и Gemala. Далее приобретены Tudor Group и CEAС (Союз Европейских Производителей Аккумуляторов). Таким образом, в состав корпорации вошла Accumulatorenfabrik Sonnenschein GmbH — мировой лидер в производстве гелевых батарей, ранее входившая в CEAC. В 1997 году поглощена германская DETA-Akkumulatorenwerk GmbH. На основе Accumulatorenfabrik Sonnenschein GmbH и DETA создано германское подразделение компании Deutsche Exide GmbH (ныне Exide Technologies GmbH). Роберт А.Лутц, бывший президент и вице-председатель Chrysler Corporation, был назначен председателем правления Exide в 1998 году. В 2000 году приобретена GNB Technologies — ведущая компания в производстве промышленных и транспортных батарей, контролировавшая примерно 20 процентов рынка промышленных аккумуляторов в Северной Америке. Ещё одним доказательством высочайших достижений стал заключённый в 2001 году контракт между Национальным аэрокосмическим агентством США (NASA) и Exide Technologies на поставку литий-марганцевых аккумуляторных батарей для аппарата возврата экипажа X-38 (Crew Return Vehicle X-38) Международной космической станции. Аккумуляторы должны были производиться германским подразделением компании, однако в 2002 году проект CRV X-38 был закрыт Конгрессом Соединённых Штатов как слишком затратный.

## Структура корпорации
Штаб-квартира:
Милтон, штат Джорджия, США
Европейская штаб-квартира:
Женвилье, Франция
Производственные предприятия:
- Северная Америка:

Бристоль, штат Теннесси — транспортные батареи
Колумбус, штат Джорджия — транспортные и промышленные батареи
Форт-Смит, штат Арканзас (долевое участие) — промышленные батареи
Канзас-Сити, штат Канзас — промышленные батареи
Манчестер, штат Айова — транспортные батареи
Салайна, штат Канзас — транспортные батареи
- Европа:

Асукека, Испания — транспортные батареи
Бад-Лаутерберг, Германия — промышленные батареи
Бюдинген, Германия — промышленные батареи
Каштаньейра-ду-Рибатежу, Португалия — промышленные батареи
Фумане, Италия — транспортные батареи
Траффорд Парк, Англия (долевое участие) — зарядные устройства
Ла Картуя, Испания — промышленные батареи
Лилль, Франция — промышленные батареи
Мансанарес, Испания — транспортные батареи
Познань, Польша — транспортные батареи
Романо-ди-Ломбардия (Бергамо), Италия — транспортные батареи
Пинск, Беларусь (долевое участие) — транспортные батареи (марка Zubr)
- Южная Азия:

Тамилнад, Индия (долевое участие) — промышленные батареи
Ахмадабад, Индия — транспортные батареи
- Австралия и Океания:

Аделаида, Австралия — транспортные батареи
Падстоу, Австралия — промышленные батареи).

## Потребители
Автомобильные аккумуляторные батареи, произведённые Exide Technologies, поставляются на сборочные конвейеры таких автопроизводителей, как BMW Group, Fiat Group, Ford Group, Honda, Lotus, Opel, PSA Peugeot & Citroen, Renault-Nissan, Saab, Suzuki, Toyota, Volkswagen Group, Volvo, Scania, Renault Trucks, Iveco, Buhler, CNH, Claas, Same Deutz, Komatsu, JCB, Manitou, Terex. По данным Exide Technologies, две из десяти самых продаваемых моделей автомобилей в США и пять из десяти в Европе комплектуются на конвейерах её продукцией. Также компания производит батареи для сторонних заказчиков, продающих их под собственными брендами, таких как NorthStar, ProComp, American, Robert Bosch (для США и Канады).

Промышленное подразделение является крупнейшим поставщиком аккумуляторных батарей телекоммуникационным компаниям, производителям и эксплуатантам железнодорожного транспорта. В частности, сверхсовременный скоростной пассажирский состав Siemens Velaro оснащен гелевыми батареями Exide Sonnenschein. Субмарины военно-морских сил многих стран оснащены батареями производства Exide Technologies, например, Швеции, Франции, Нидерландов, Норвегии, Малайзии, Чили, США.

## Торговые марки
Потребительская продукция под брендами: Exide, Tudor, Sonnenschein, Centra, Deta, Sonnak, Fulmen, Hagen, Absolyte, BIG, Chloride Motive Power, Emisa, Luac Power, Marathon, Marshal, Orbital, PAK, PCA, Classic, Prestolite, Saem, Sprinter, Trailblazer, York, Vortex, Element, Liberator, Powerfit,Sunlight,Relay Gel,

## Спонсорство
Exide Technologies традиционно является спонсором многих гоночных соревнований, в частности гоночной серии NASCAR, а батареи производства Exide являются официальными аккумуляторными батареями NASCAR. Это даёт право компании эксклюзивно использовать аббревиатуру NASCAR в названиях своих АКБ.